# Hazslinszky Bertalan
Hazslinszky Bertalan (Budapest, 1902. november 2. – Budapest, 1966. január 19.) biológus, főiskolai tanár, Hazslinszky Frigyes unokája.

## Életrajza
A budapesti tudományegyetemen végzett és doktorált 1927-ben, majd 1941-ig az egyetem általános növénytani intézetében dolgozott. Szakelőadó adjunktus a budapesti József Nádor Műszaki és Gazdaságtudományi Egyetem állatorvosi osztályán, ahol az állatorvosi növényismeret magántanárává képesítették (1939).
A növénytan rendes tanára volt a szegedi Polgári Iskolai Tanárképző Főiskolán és a Tanítóképző Intézet Tanárjelöltek Apponyi Kollégiumában (1941–1949); az Agrártudományi Egyetemen a mezőgazdasági termékek mikroszkópiája tárgykörből magántanárra képesítették (1948). Akadémiai ösztöndíjas kutató, majd nyugdíjazásáig Budapest Főváros Vegyészeti és Élelmiszervizsgáló Intézetében a biológiai laboratóriumot vezető főmérnök volt.
Budapesten hunyt el 64 évesen, 1966. január 19-én.

## Munkássága
A méz virágportartalmának vizsgálatával és a méhlegelő tanulmányozásával foglalkozott; e kutatási terület hazai úttörője volt.
1100 példányból álló virágporgyűjteményt állított össze, amely az Országos Mezőgazdasági Minőségvizsgáló Intézet tulajdonába került. Cikkeit a szaklapok közölték.

## Főbb munkái
- Adatok a Prunus Nana (L.) Stokes vegetatív szerveinek anatómiájához (Budapest, 1927)
- Növénytan állatorvoshallgatók számára (Budapest, 1940)
- Általános növénytan (Szeged, 1941)
- Növénytani compendium főiskolai hallgatók számára (Szeged, 1942)
- A nemesgesztenye mint mézelő növény (Budapest, 1943)
- Növényi eredetű élelmiszerek és abraktakarmányok mikroszkópos vizsgálata (Takács Imrével, Budapest, 1960)